# پلگرینیسور
پلگرینیسور (نام علمی: Pellegrinisaurus) نام یک سرده از تایتاناسور است.